# Sem Steijn
Sem Steijn (Den Haag, 12 november 2001) is een Nederlands voetballer die doorgaans als middenvelder speelt. Hij speelde sinds de zomer van 2022 bij FC Twente, maar in juni 2025 tekende hij een contract bij Feyenoord. Eerder kwam hij uit voor VVV-Venlo en ADO Den Haag. Sem Steijn is de zoon van Maurice Steijn.

## Clubloopbaan

### Jeugd
Sem Steijn begon met voetballen bij SV KMD (Klein Maar Dapper) in Wateringen, waar sinds 2022 jaarlijks het Sem Steijn Jeugdtoernooi wordt georganiseerd. Na twee seizoenen op amateurniveau vertrok de jonge speler naar ADO Den Haag. Steijn doorliep de gehele jeugdopleiding van ADO Den Haag. Hij tekende bij deze club in de zomer van 2018 een tweejarig contract met een optie voor nog een seizoen. 

### VVV-Venlo
Vanwege familieredenen – zijn vader was op dat moment trainer van VVV-Venlo – werd hij uitgeleend aan de club uit Venlo. Hij sloot aan bij de selectie van O19, maar zat ook al enkele wedstrijden bij de selectie van het eerste elftal, getraind dus door zijn vader. Hij debuteerde voor VVV-Venlo op 25 september 2018, in de met 0-3 gewonnen uitwedstrijd tegen Westlandia in het toernooi om de KNVB beker. De pas 16-jarige Steijn kwam in de 80e minuut in het veld voor Danny Post. Nog geen drie maanden later maakte hij als jongste VVV-speler ooit zijn Eredivisiedebuut, als invaller in een uitwedstrijd bij Feyenoord. Op 23 april 2019 scoorde hij, opnieuw als invaller, de 2-2-gelijkmaker in een uitwedstrijd bij sc Heerenveen. De 17-jarige Steijn werd daarmee de jongste doelpuntenmaker ooit van VVV in de Eredivisie.

### ADO Den Haag
In juni 2019 vertrok Steijn in navolging van zijn vader naar de Verenigde Arabische Emiraten. Hij werd door ADO Den Haag voor een jaar verhuurd aan Al-Wahda FC. Na het ontslag van zijn vader, begin oktober 2019, keerde hij terug bij ADO waarvoor hij vanaf januari 2020 weer speelgerechtigd was. Na zijn terugkeer verlengde hij in januari 2020 zijn contract bij de Residentieclub met twee jaar, tot de zomer van 2022. In het door de coronapandemie vroegtijdig afgebroken seizoen 2019/20 en in het daaropvolgende seizoen kwam hij niet aan spelen toe voor het eerste van ADO. Vanaf het seizoen 2021/22 was hij een vaste basiskeus in het elftal dat inmiddels was gedegradeerd naar de Eerste divisie. Steijn scoorde vijftien doelpunten in 35 competitiewedstrijden.

### FC Twente
In maart 2022 tekende Sem Steijn een contract bij FC Twente. Hij maakte transfervrij met ingang van het seizoen 2022/23 de overstap en verbond zich voor drie jaar aan de Enschedese club, met een optie tot verlenging voor nog een jaar. In zijn eerste seizoen was hij nog meestal invaller. Hij scoorde zes keer in 27 competitiewedstrijden. In zijn tweede seizoen veroverde hij onder trainer Joseph Oosting een vaste basisplaats als aanvallende middenvelder. Met zeventien doelpunten in 34 competitiewedstrijden was hij clubtopscorer. Na precies 100 wedstrijden voor FC Twente te hebben gespeeld, verlengde Steijn op 24 december 2024 zijn contract tot medio 2028. In het seizoen 2024/25 kwam hij met FC Twente uit in de voorrondes voor de Champions League en in de Europa League. Steijn eindigde het seizoen bij FC Twente als topscorer in de Eredivisie. In alle officiële wedstrijden van seizoen 2024/25 maakte hij 31 doelpunten en gaf hij acht assists. Hij werd bij de Eredivisie Awards gekozen tot Speler van het Jaar.

### Feyenoord
Op 1 mei 2025 maakten FC Twente en Feyenoord bekend dat ze een akkoord hadden bereikt over een transfersom en dat Steijn met ingang van seizoen 2025/26 de overstap naar Feyenoord maakt. Op 6 augustus maakte Steijn zijn debuut voor deze club in de derde voorronde van de UEFA Champions League, Steijn kreeg meteen de rol van aanvoerder. In de eerste eredivisie wedstrijd van het seizoen 2025/26 scoorde Steijn meteen voor Feyenoord. 

## Clubstatistieken
| Seizoen                        | Club         | Competitie     | Competitie | Competitie | Beker | Beker | Internationaal | Internationaal | Overige | Overige | Totaal | Totaal |
| Seizoen                        | Club         | Competitie     | Wed.       | Dlp.       | Wed.  | Dlp.  | Wed.           | Dlp.           | Wed.    | Dlp.    | Wed.   | Dlp.   |
| ------------------------------ | ------------ | -------------- | ---------- | ---------- | ----- | ----- | -------------- | -------------- | ------- | ------- | ------ | ------ |
| 2018/19                        | VVV-Venlo    | Eredivisie     | 2          | 1          | 1     | 0     | 0              | 0              | 0       | 0       | 3      | 1      |
| 2019/20                        | Al-Wahda     | UAE Liga       | 0          | 0          | 0     | 0     | 0              | 0              | 0       | 0       | 0      | 0      |
| 2020/21                        | ADO Den Haag | Eredivisie     | 0          | 0          | 0     | 0     | 0              | 0              | 0       | 0       | 0      | 0      |
| 2021/22                        | ADO Den Haag | Eerste divisie | 35         | 15         | 2     | 0     | 0              | 0              | 6       | 3       | 43     | 18     |
| 2022/23                        | FC Twente    | Eredivisie     | 27         | 6          | 2     | 0     | 4              | 0              | 4       | 0       | 37     | 6      |
| 2023/24                        | FC Twente    | Eredivisie     | 34         | 17         | 1     | 0     | 4              | 2              | 0       | 0       | 39     | 19     |
| 2024/25                        | FC Twente    | Eredivisie     | 33         | 24         | 2     | 1     | 11             | 3              | 2       | 3       | 48     | 31     |
| 2025/26                        | Feyenoord    | Eredivisie     | 2          | 2          | 0     | 0     | 1              | 0              | 0       | 0       | 2      | 1      |
| Totaal                         | Totaal       | Totaal         | 133        | 66         | 8     | 1     | 20             | 5              | 12      | 6       | 172    | 76     |
| Bijgewerkt op 10 augustus 2025 |              |                |            |            |       |       |                |                |         |         |        |        |

## Erelijst

#### Individueel
Eredivisie Awards: Speler van het Jaar:
- Winnaar (1): 2024/25

Willy van der Kuijlen Trofee:
- Winnaar (1): 2024/25